# Herrschaft Werle

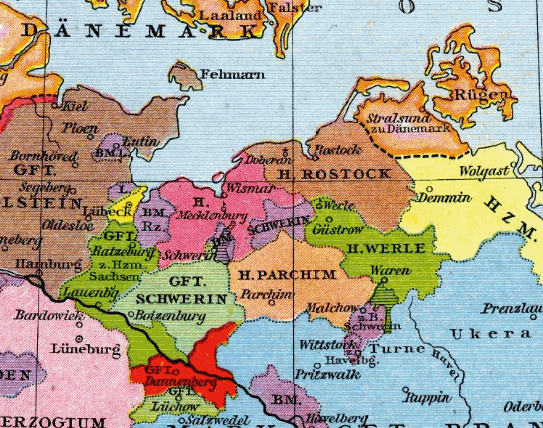
Auswirkungen der ersten mecklenburgischen Hauptlandesteilung

Die Herrschaft Werle entstand nach der Ersten Mecklenburgischen Hauptlandesteilung nach dem Tod von Heinrich Borwin II. zwischen 1229 und 1235.

## Territorium
Die Herrschaft Werle lag im Gebiet um Güstrow im heutigen Land Mecklenburg-Vorpommern und erstreckte sich nach Osten bis zur Müritz. Sie wurde nach der damaligen Hauptburg Werle bei Güstrow benannt. Sie lag bei Werle, heute ein Ortsteil von Kassow und ist kaum noch sichtbar und mit einem Stein markiert.
Die Herrschaft zerfiel mehrfach in verschiedene Teilherrschaften. Im Jahr 1282 entstanden Werle-Güstrow und Werle-Parchim. Beide wurden um 1292 von Nikolaus II. wieder vereinigt. 1316 entstanden Werle-Güstrow und Werle-Goldberg (Parchim). 1337 spaltete sich von der ersteren Linie noch Werle-Waren ab. Mit dem Tod des letzten Regenten am 7. September 1436 fiel die Herrschaft zurück an die mecklenburgische Dynastie.

## Fürstliches Haus Werle

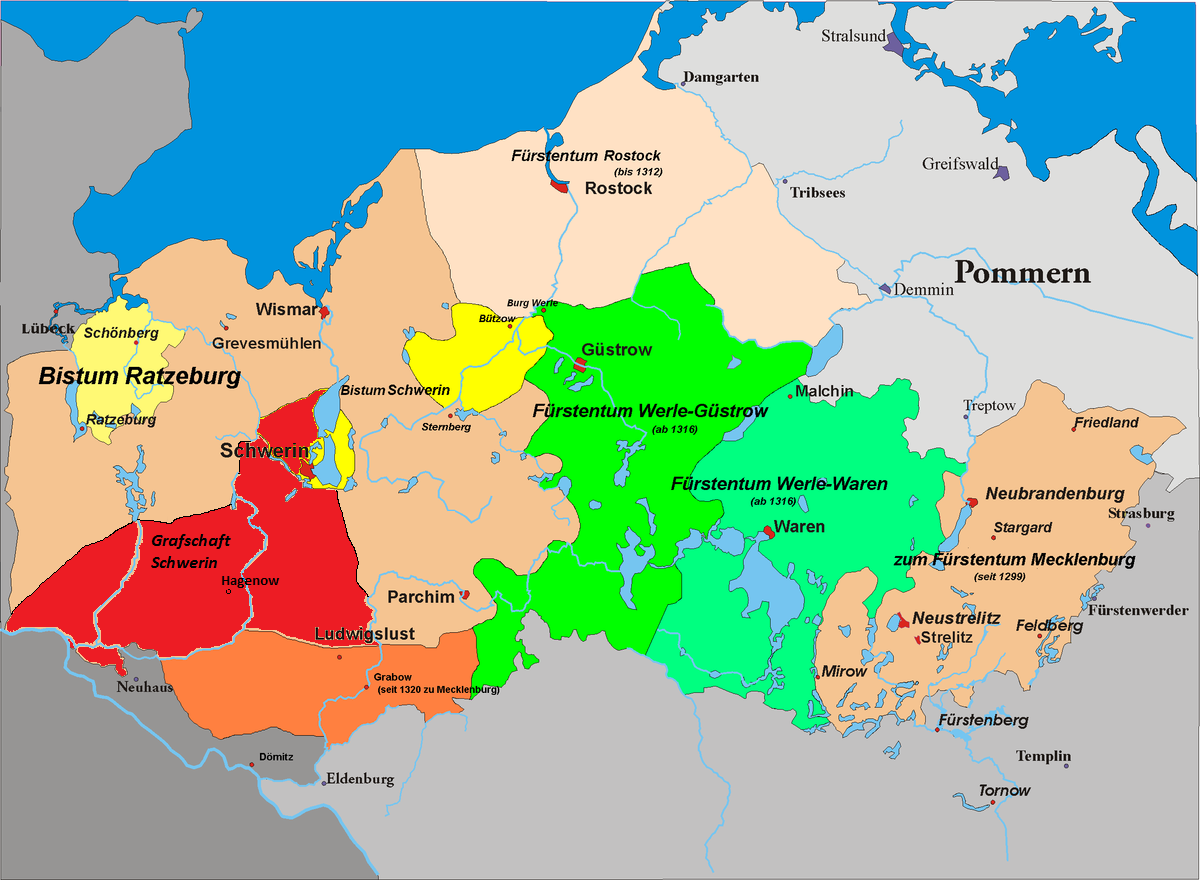
Das spätere Mecklenburg um 1300

Das fürstliche Haus Werle war eine Nebenlinie des mecklenburgischen Fürstengeschlechts der Obodriten.
Stammvater des Hauses und erster Herr zu Werle war  Nikolaus I. Schon unter seinen Söhnen wurde die Herrschaft im Jahr 1277 weiter geteilt (Werle-Güstrow und Werle-Parchim). Unter  Nikolaus II. gelang es 1292 die Herrschaft wieder zu vereinen. Sein Tod 1316 führte zu einer weiteren Teilung des Landes. Während sein Sohn Johann III. von Werle-Goldberg die Teilherrschaft Werle-Goldberg regierte, bekam sein Bruder Johann II. die Teilherrschaft Werle-Güstrow. 1337 spaltete sich von der Linie Werle-Güstrow noch die Linie Waren ab. Nach dem Tod von Johann IV., Herr von Goldberg, vereinigen sich 1374 die Linien Güstrow und Goldberg unter Bernhard II.
Letzter Herr zu Werle war Wilhelm. Er vereinigte zuletzt alle Werleschen Lande in seiner Hand und nannte sich ab 1426 Fürst zu Wenden, Herr zu Güstrow, Waren und Werle. Mit seinem Tod erlosch 1436 das fürstliche Haus Werle im thronfolgefähigen Mannesstamm.
Den Titel Fürst zu Wenden führten fortan bis zum Ende der Monarchie alle mecklenburgischen Regenten. Das Werlesche Wappen Auf goldenem Grunde ein schrägliegender Stierkopf mit silbernen Hörnern und goldener Lilienkrone, aber mit geschlossenem Maule belegte ein Feld im zuletzt siebenteiligen Wappen des mecklenburgischen Staates.

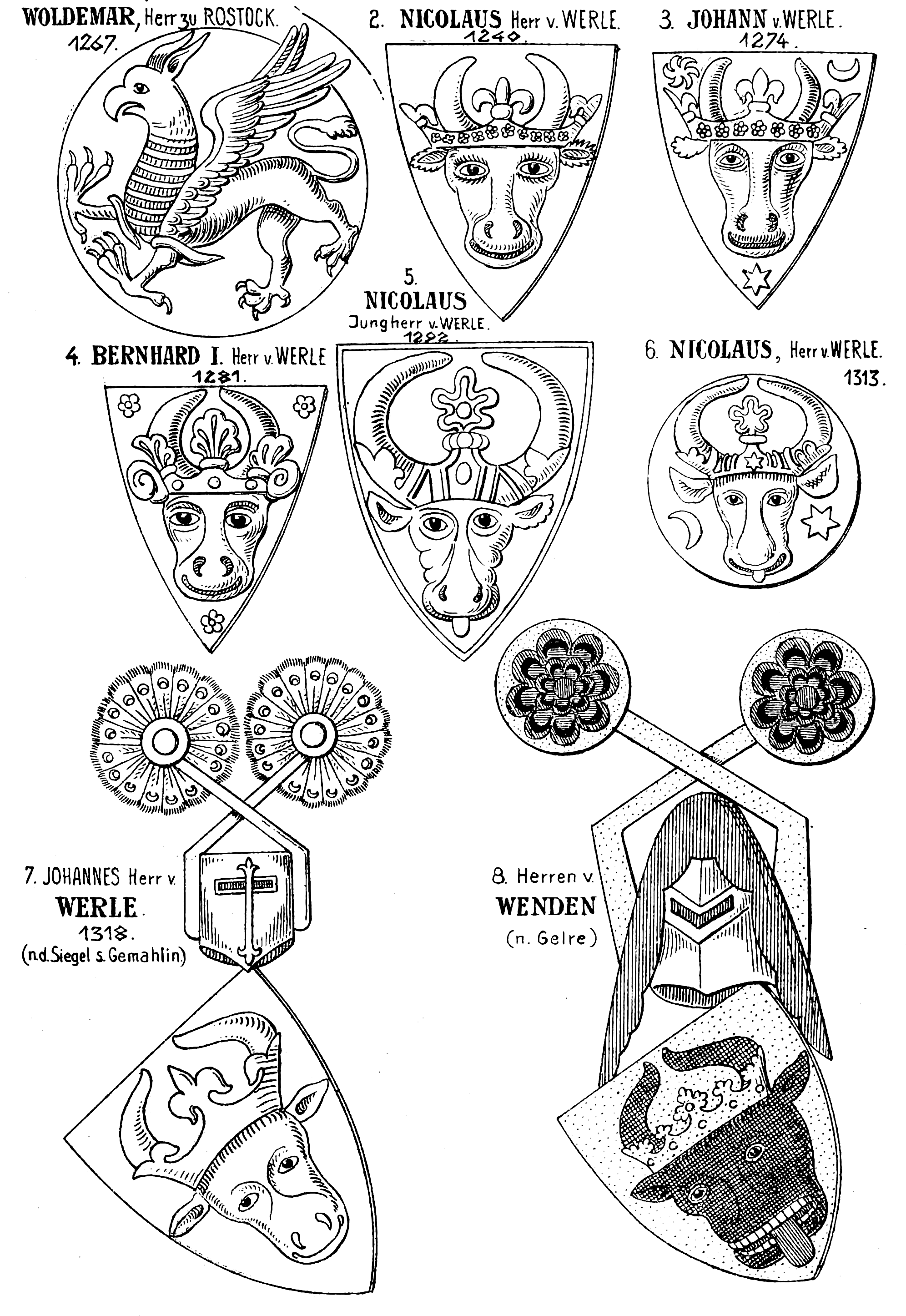
Siegel und Wappen der Herzoglichen Herren von Werle

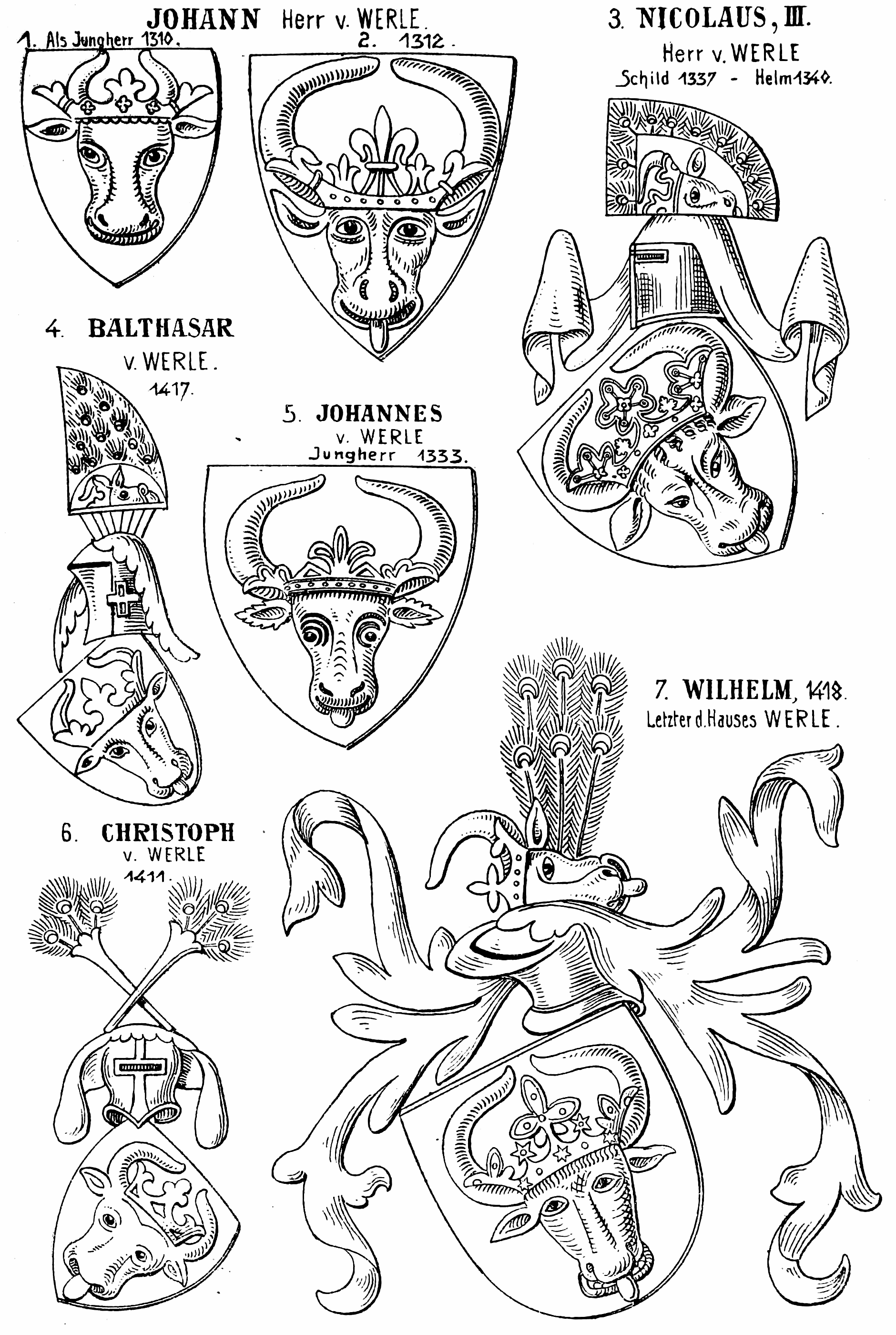
Siegel und Wappen der Herzoglichen Herren von Werle

## Vertreter
- Nikolaus I. Herr von Werle (1227–1277) [Sohn Heinrich Borwin II.],
- Heinrich I., Herr von Werle-Güstrow (1277–1291) [Sohn Nikolaus I.]
  - Rixa von Werle († 1317)
- Johann I., Herr von Werle-Parchim (1277–1283) [Sohn Nikolaus I.]
- Bernhard I., Herr von Werle, † 1286 [Sohn Nikolaus I.]
- Heinrich II., Herr von Werle in Penzlin, (1291–1307) [Sohn Heinrich I.]
- Nikolaus II., Herr von Werle (1283–1316) [Sohn Johann I.]
- Johann II., Herr von Werle-Güstrow (1316–1337) [Sohn Johann I.]
- Johann III., Herr von Werle-Goldberg (1316–1350), † 1352 [Sohn Nikolaus II.]
- Nikolaus III., Herr von Werle-Güstrow (1337–1360) [Sohn Johann II.]
- Bernhard II., Herr von Werle-Waren (1337–1382) [Sohn Johann II.]
- Nikolaus IV., Herr von Werle-Goldberg (1350–1354) [Sohn Johann III.]
- Lorenz, Herr von Werle-Güstrow (1360–1393) [Sohn Nikolaus III.]
- Johann V., Herr von Werle-Güstrow (1360–1377) [Sohn Nikolaus III.]
- Johann VI., Herr von Werle-Waren (1382–1385/95) [Sohn Bernhard II.]
- Johann IV., Herr von Werle-Goldberg (1354–1374) [Sohn Nikolaus IV.]
- Balthasar, Herr von Werle-Güstrow (1393–1421) [Sohn von Lorenz]
- Johann VII., Herr von Werle-Güstrow (1393–1414) [Sohn von Lorenz]
- Wilhelm, Herr von Werle-Güstrow, Fürst von Wenden (1393–1436) [Sohn von Lorenz]
- Nikolaus V., Herr von Werle-Waren (1385/95–1408) [Sohn von Johann VI.]
- Christoph, Herr von Werle-Waren, Fürst zu Wenden (1385/95–1425) [Sohn Johann VI.]